# Parc de Bagatelle
El parc de Bagatelle es troba al cor del bosc de Boulogne, a París. És un dels quatre pols del  jardí botànic de la ciutat de París amb el jardin des serres d'Auteuil situat al sud-est del bosc, el parc floral de Paris i l'arboretum de l'école du Breuil que es troben al bosc de Vincennes.

## Història
El parc i el castell de Bagatelle han estat construïts només en seixanta-quatre dies, com a resposta a d'una juguesca entre  Maria-Antonieta i el  Comte d'Artois, que va adquirir el terreny el 1775. Els plànols del lloc han estat dibuixats en una sola nit per l'arquitecte Bellanger. Més de 900 obrers hi han treballat per a realitzar-lo.
François-Joseph Bélanger va concebre el parc i Thomas Blaikie va garantir la seva realització en un estil anglo-xinès, molt de moda en aquell temps. Aquesta moda està vinculada a l'arribada a Europa d'imatges de  pagodes procedents de la Xina però reflecteix igualment una reacció de cara al rigorositat dels  jardins a la francesa.
Després d'haver estat a punt de desaparèixer durant la  Revolució, el parc ha vist la construcció de l'orangerie, de la reixa d'honor i de les quadres el 1835 després dels pavellons dels guardes, del Trianon i de les dues terrasses el 1870.
El jardí esdevé propietat de París el 1905. D'ençà 1907, el roserar del parc acull un concurs internacional. Es troben al parc 10000 rosers, de 1.200 espècies diferents.

## Galeria

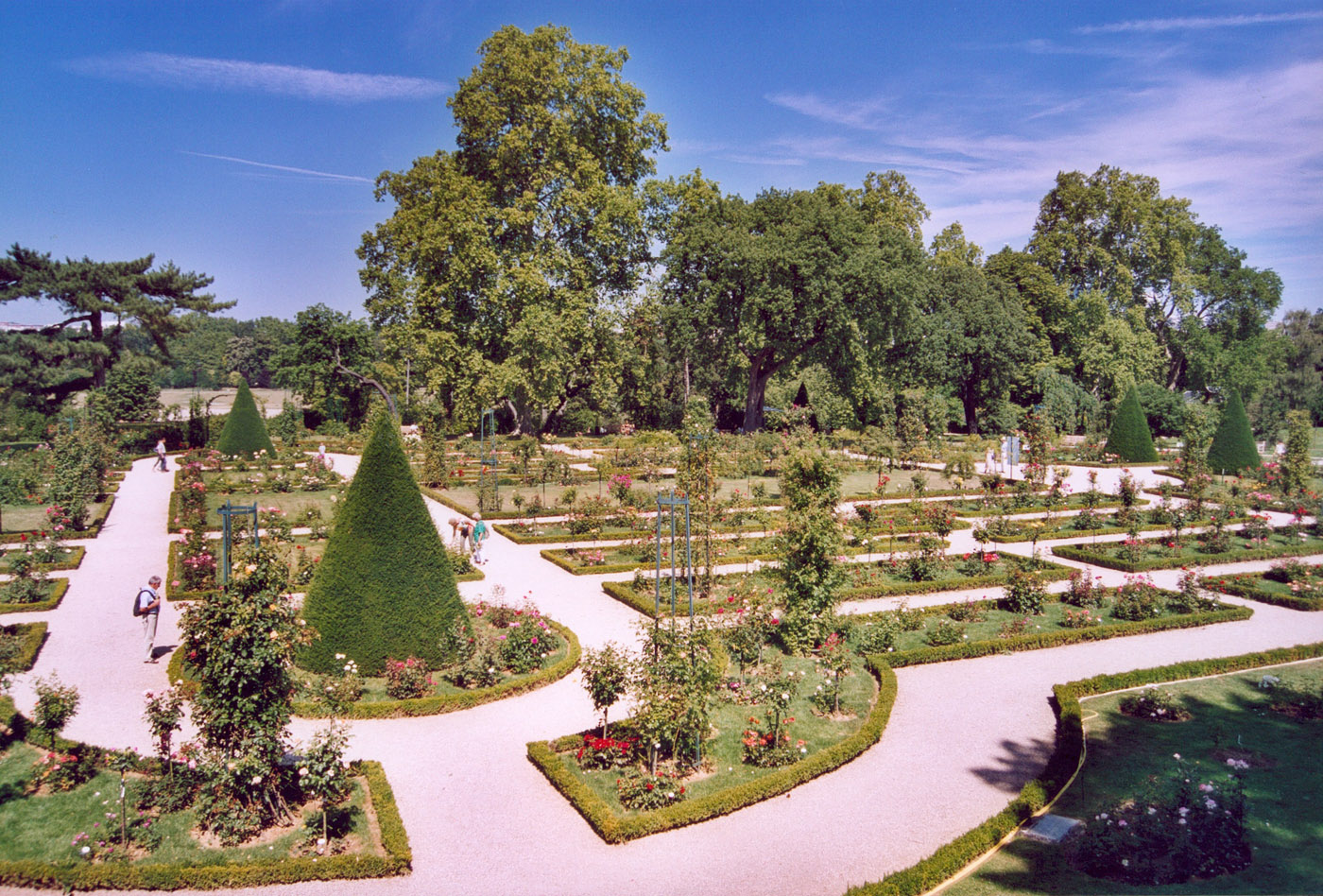
El roserar del parc de Bagatelle
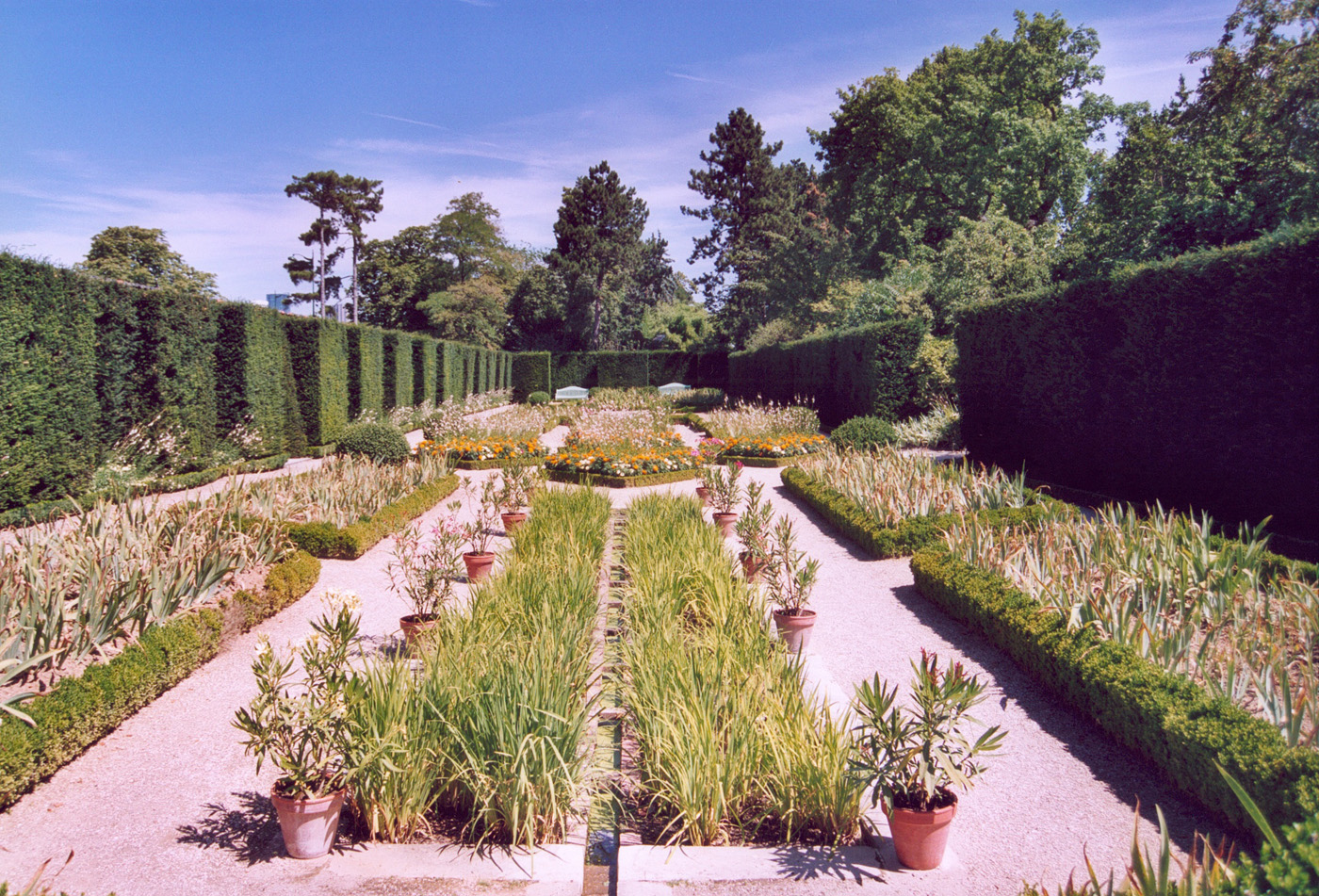
El parc de Bagatelle
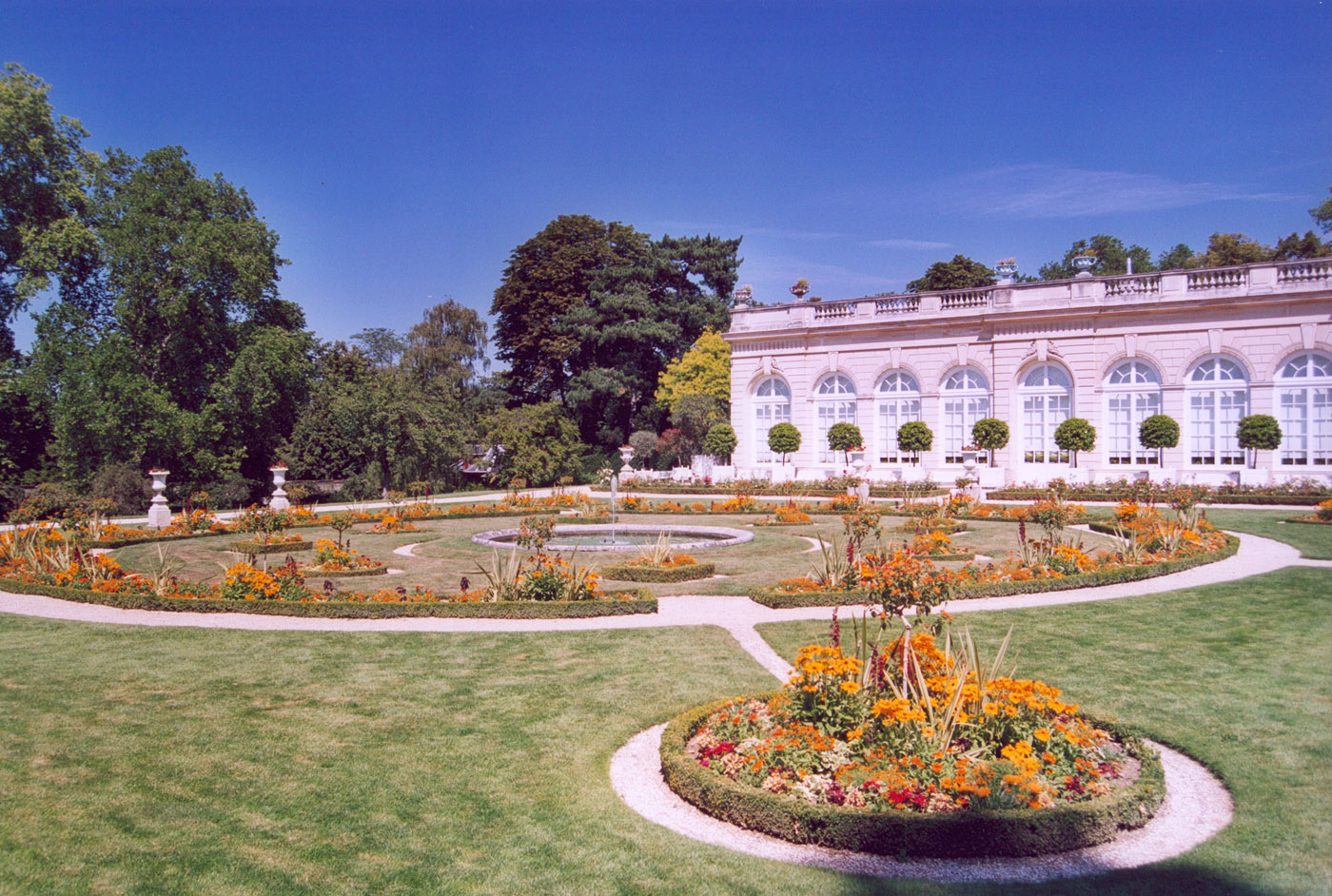
El parc de Bagatelle
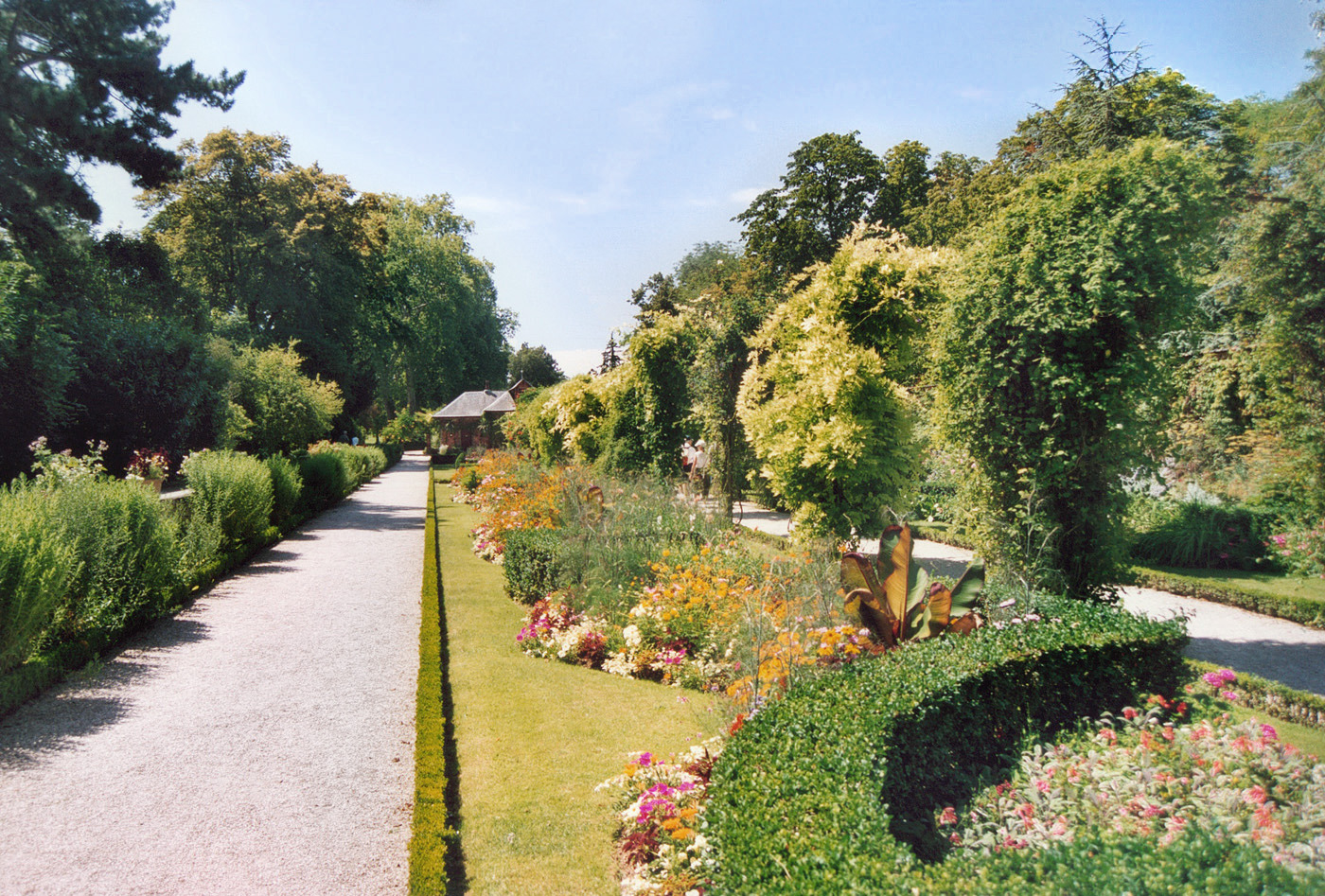
El parc de Bagatelle
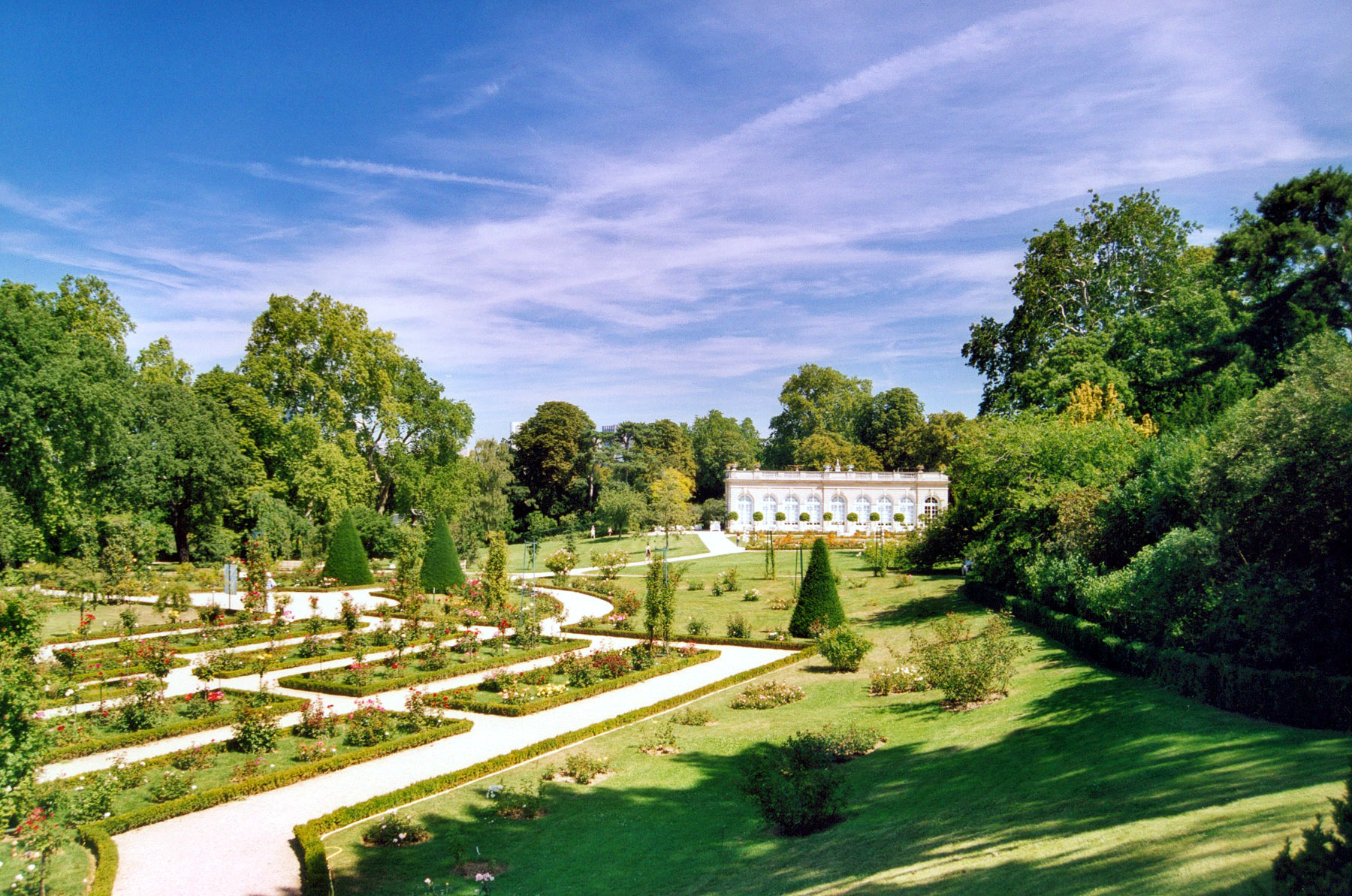

## Exposicions temàtiques
S'organitzen regularment exposicions al parc de Bagatelle.